# Garajowa Strażnica
Garajowa Strażnica (niem. Breite Kuppe, słow. Hrubá kopa, węg. Nyugati-Hrubo-csúcs) – ostatnie, najbardziej wysunięte na północny zachód wzniesienie w Grani Hrubego w słowackiej części Tatr Wysokich. Wysokość Garajowej Strażnicy wynosi 2233 m n.p.m., wcześniejsze pomiary określały jej wysokość na 2227 lub 2238 m. Od Skrajnej Garajowej Turni oddziela ją siodło Skrajnej Garajowej Ławki.
Garajowa Strażnica to wielki masyw wznoszący się nad trzema dolinami: Niewcyrka, główna część Doliny Koprowej i Dolina Hlińska (jej odnoga). W wierzchołku Garajowej Strażnicy kończy się właściwa Grań Hrubego. Do Niewcyrki opada z niej stok, częściowo trawiasty, częściowo porośnięty kosodrzewiną, niżej lasem. Zachodni, opadający do Doliny Koprowej stok jest bezleśny tylko w najwyższej części. Są w nim liczne turniczki. W zachodnich, północnych i północno-wschodnich stokach są liczne żebra (w tym cztery wybitne), oraz wcięte pomiędzy nie żleby. Po północnej stronie najwybitniejszą z turni jest Trójkątna Turnia, a najwybitniejszą ścianą podstawa północno-zachodniej grzędy. Na stoku opadającym do Niewcyrki dawniej wyróżniono turnię o nazwie Kwoka, nie wiadomo jednak o którą turnię chodzi, większych turni jest tutaj bowiem kilka. Władysław Cywiński, autor szczegółowej topografii Garajowej Strażnicy w jej masywie wyróżnił następujące formacje skalne (kolejność zgodna z ruchem wskazówek zegara):
- Zachodnia grzęda będąca przedłużeniem Grani Hrubego. W jej górnej części jest kilka turniczek, w tym Kwoka;
- Zachodni żleb uchodzący do Doliny Koprowej na wysokości około 1300 m;
- Orograficznie prawe ramię zachodniej grzędy. Na wysokości około 1800–1950 m są w nim skaliste uskoki, poniżej nich dwa skalne zęby;
- Północno-zachodni żleb dochodzący górą do Garajowej Obwodnicy. Zimą schodzą nim wielkie lawiny;
- Północno-zachodnia grzęda. Poniżej Garajowej Obwodnicy jest w niej najbardziej urwista ściana całej Garajowej Strażnicy;
- Prawy żleb północnej ściany. Zanika na wysokości Garajowej Obwodnicy;
- Północna grzęda sięgająca do Garajowej Obwodnicy;
- Lewy żleb północnej ściany;
- Północno-wschodnie żebro o deniwelacji około 700 m. Jego lewe (patrząc od dołu) ograniczenie tworzy żleb spadający ze Skrajnej Garajowej Ławki. Żebro to, oraz północno-zachodnia grzęda są jedynymi w masywie Garajowej Strażnicy obiektami o taternickim charakterze. Jego najwyższa część do wysokości około 2000 m to skaliste ostrze. Niżej jest Trójkątna Turnia oddzielona od ostrza bardzo płytką przełączką. Najniższa część żebra tworzy ścianę o wysokości około 200 m. Są w niej trzy żebra oddzielone żlebami lub kominami[3].

Pierwszego wejścia turystycznego na wierzchołek Garajowej Strażnicy dokonali Józef Bajer, Stanisław Konarski i Ignacy Król, a miało to miejsce 4 sierpnia 1906 r. Wcześniej bywali na jej wierzchołku kartografowie, którzy obrali sobie ją jako dogodny punkt pomiarowy. Nazwa Garajowej Strażnicy – podobnie jak nazwy sąsiednich Garajowych Turni i Ławek – pochodzą od niedalekiej Dolinki Garajowej, a tej z kolei, jak i wielu innych obiektów w tym rejonie Tatr, od nazwiska niejakiego Garaja, wspólnika Juraja Jánošíka. Nazwy utworzył Witold Henryk Paryski w 8. tomie przewodnika wspinaczkowego.
Garajowa Strażnica jest dobrym punktem widokowym. Zimą najprostsze wejście prowadzi na nią z doliny Niewcyrki przez Przełęcz nad Kwoką.

## Taternictwo
Autorami pierwszego wejścia na siodło Skrajnej Garajowej Ławki byli Józef Bajer, Stanisław Konarski i Ignacy Król, którzy dokonali tego 4 sierpnia 1906 r. podczas przechodzenia Grani Hrubego na odcinku od Teriańskiej Przełęczy Niżniej do Garajowej Strażnicy. Obecnie dozwolone jest taternikom przejście granią i wspinaczka od strony Doliny Hlińskiej. Niewcyrka jest obszarem ochrony ścisłej TANAP-u z zakazem wstępu.
Drogi wspinaczkowe
1. Przez prawe żebro dolnej części ściany i prawy filar Trójkątnej Turni; II, krótki odcinek III w skali tatrzańskiej, czas przejścia 3 godz.
2. Przez środkowe żebro dolnej części ściany i prawy filar Trójkątnej Turni; II-III, 2 miejsca IV, 4 godz.
3. Północno-wschodnim żebrem; IV, 3 godz.
4. Kamzikov žľab; IV, 7 godz.
5. Tour de Garajowa Strażnica; 0+, miejsce II, z Doliny Hlińskiej do Niewcyrki 2 godz.[3].

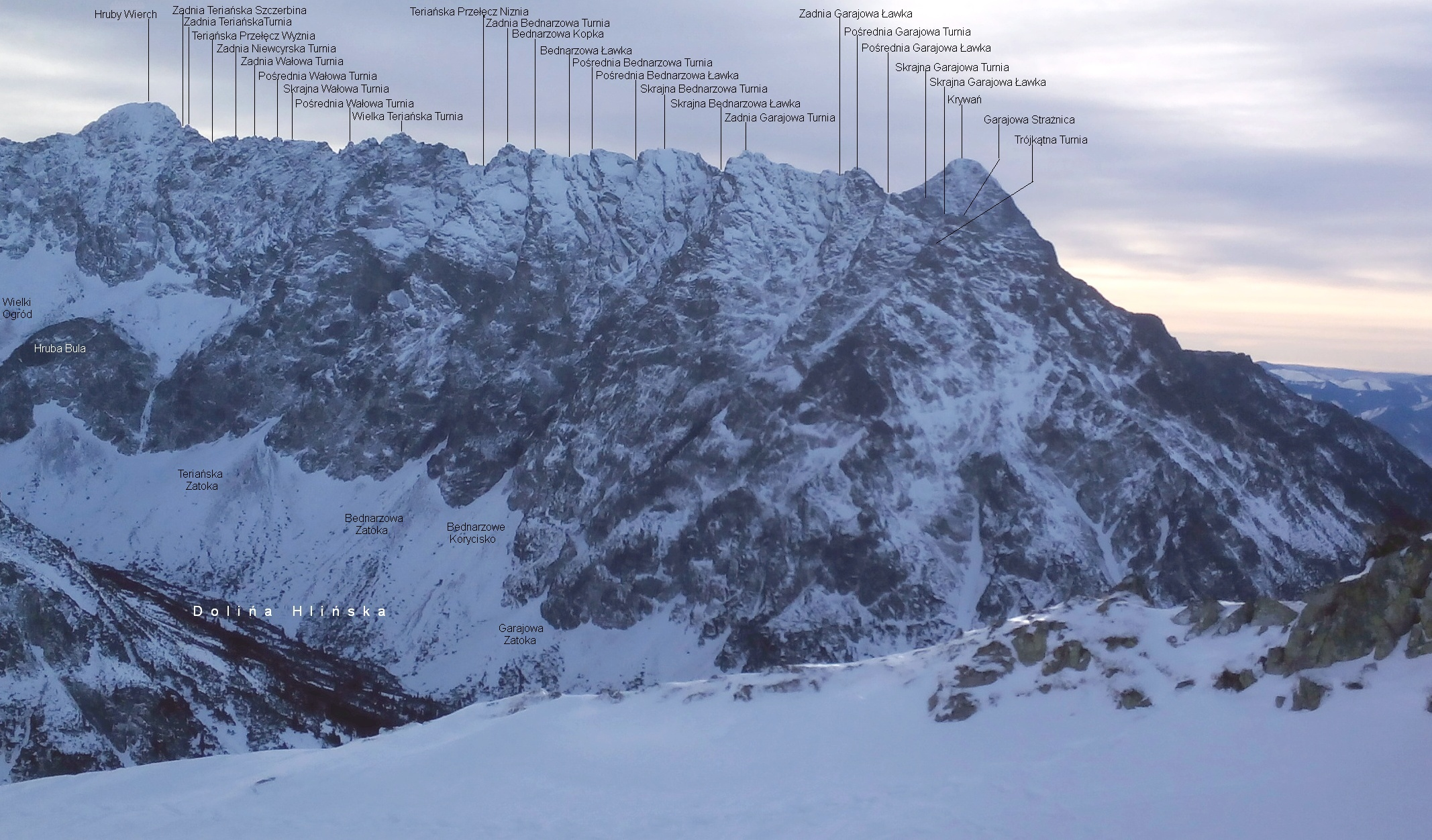
Widok od północy
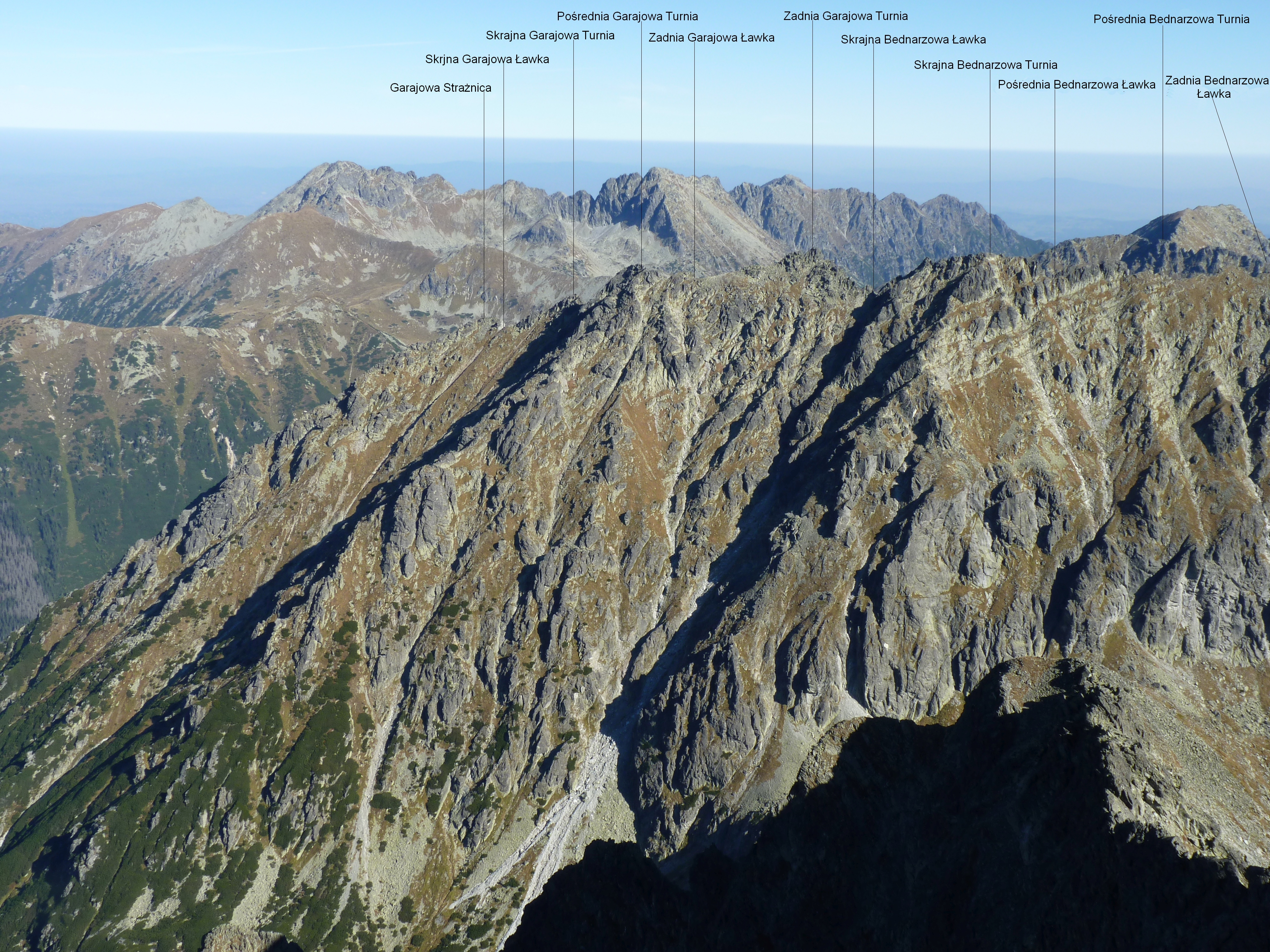
Widok z Krywania